# Sampo Group
Sampo Group es una compañía aseguradora finlandesa y, hasta el año 2006, un banco. Es una de las mayores compañías en Finlandia. En noviembre de 2006, el negocio bancario de Sampo, Sampo Bank, fue segregado y vendido al danés Danske Bank, así que Sampo se concentraría en su negocio asegurador. Uno de sus accionistas principales y presidente del consejo de administración es Björn Wahlroos, que es además una de las personas con mayor fortuna económica en Finlandia.

## If
A través de If Skadeförsäkring Holding AB controla la importante aseguradora sueca If Skadeförsäkring AB y su compañía gemela finlandesa If Vahinkovakuutusyhtiö. Las dos compañías también operan en Noruega, Dinamarca y las países bálticos.

## Mandatum Life
Sampo Plc posee enteramente las acciones de Mandatum Life Insurance Company Limited. The Mandatum Life Group posee la filial Sampo Life Insurance Baltic SE, que opera en todos los países bálticos y está domiciliada en Estonia. En Letonia y Lituania la compañía opera mediante oficinas sucursales. El porcentaje de mercado de Mandatum Life en el mercado de seguros de Finlandia y en los países bálticos es de en torno del 20 por cien.

## Nordea
Sampo Group poseía en 2009 el 19,8 del grupo bancario nórdico Nordea.
En octubre de 2009 Sampo plc recibió permiso de las autoridades suecas para adquirir más del 20% del banco.

## Nombre
Sampo es la máquina legendaria del folclore finlandés que crea sal, harina, alimentos, y oro de la nada.